# Milan Aćimović
Milan Aćimović (serbe en écriture cyrillique : Милан Аћимовић), né le 31 mai 1898 et mort le 25 mai 1945, est un homme d'État serbe qui a collaboré avec les puissances de l'Axe qui occupent la Yougoslavie pendant la Seconde Guerre mondiale.

## Biographie
Milan Aćimović naît le 31 mai 1898 à Pinosava, dans la municipalité de Voždovac. Après des études à Belgrade, il est diplômé en droit à l'université de Belgrade en 1923. En septembre 1935, il obtient la légalisation du ZBOR. Il devient chef de la police à Belgrade en 1938, puis ministre de l'intérieur le 21 décembre 1938 dans le gouvernement de Milan Stojadinović. Il exerce cette fonction jusqu'au 5 février 1939. En avril 1940, il est arrêté, avec Stojadinović, et détenu jusqu'en août 1940,.
Pendant l'occupation de la Serbie par les nazis, il est chargé de former, le 30 mai 1941, un gouvernement fantoche : le Conseil du Commissariat pour la Serbie (en), qu'il dirige jusqu'au 29 août 1941, date où le régime est dissous. Il est remplacé par le Gouvernement de salut national sous la direction de Milan Nedić.
En octobre 1944, il participe au rapprochement entre les Allemands et les Tchetniks ; il est tué le 25 mai 1945 lors d'un affrontement entre les unités Tchetniks en retraite et les troupes yougoslaves.

### Do(cul)mentation
- Branislav Božović, Milan Aćimović, Zagreb, Centar za informacije i publicitet, 1985 (OCLC 486883834)
- Philip J. Cohen, Serbia's Secret War: Propaganda and the Deceit of History, College Station, Texas, Texas A&M University Press, 1996 (ISBN 978-0-89096-760-7, lire en ligne )
- Robert L. Jarman, Yugoslavia: 1938–1948, Cambridge, Archive Editions, 1997 (ISBN 978-1-85207-950-5)
- Sabrina P. Ramet, The Three Yugoslavias: State-Building and Legitimation, 1918–2005, Bloomington, Indiana, Indiana University Press, 2006 (ISBN 978-0-253-34656-8, lire en ligne)
- Jozo Tomasevich, War and Revolution in Yugoslavia, 1941–1945: The Chetniks, Stanford, California, Stanford University Press, 1975 (ISBN 978-0-8047-0857-9, lire en ligne)
- Jozo Tomasevich, War and Revolution in Yugoslavia, 1941–1945: Occupation and Collaboration, Stanford, California, Stanford University Press, 2001 (ISBN 978-0-8047-3615-2, lire en ligne)